# Odynerus decoratus
Odynerus decoratus är en stekelart som beskrevs av Charles Thomas Bingham 1912. Odynerus decoratus ingår i släktet lergetingar, och familjen Eumenidae. Inga underarter finns listade i Catalogue of Life.